# Pärni
Koordinaten: 58° 19′ N, 22° 25′ O
Pärni ist ein Dorf (estnisch küla) auf der größten estnischen Insel Saaremaa. Es gehört zur Landgemeinde Saaremaa (bis 2017: Landgemeinde Lääne-Saare) im Kreis Saare.
Das Dorf hat achtzehn Einwohner (Stand 1. Januar 2016). Seine Fläche beträgt 2,31 km².